# Дюбин, Дмитрий Михайлович
Дми́трий Миха́йлович Дю́бин (бел. Дзмітрый Міхайлавіч Дзюбін; род. 12 июля 1990, Полоцк, Витебская область) — белорусский легкоатлет, специалист по спортивной ходьбе. Выступает за сборную Белоруссии по лёгкой атлетике с 2007 года, обладатель бронзовой медали чемпионата Европы, серебряный и бронзовый призёр Кубка Европы, победитель и призёр первенств национального значения.

## Биография
Дмитрий Дюбин родился 12 июля 1990 года.
Впервые заявил о себе в лёгкой атлетике на международном уровне в сезоне 2007 года, когда вошёл в состав белорусской национальной сборной и выступил на юношеском мировом первенстве в Остраве, где в ходьбе на 10 000 метров занял итоговое 14-е место.
В 2008 году в ходьбе на 10 км показал 35-й результат на Кубке мира по спортивной ходьбе в Чебоксарах.
В 2009 году в той же дисциплине стал 17-м на Кубке Европы в Меце.
На Кубке Европы 2011 года в Ольяне стартовал в ходьбе на 50 км, но сошёл с дистанции.
В 2012 году на Кубке мира в Саранске занял в дисциплине 50 км 34-е место.
В 2013 году одержал победу на чемпионате Белоруссии на дистанции 50 км, а на Кубке Европы в Дудинце не финишировал.
В 2014 году показал 47-й результат в ходьбе на 20 км на Кубке мира в Тайцане.
На Кубке Европы 2015 года в Мурсии сошёл с дистанции 20 км.
В 2016 году на командном чемпионате мира по спортивной ходьбе в Риме занял в дисциплине 20 км 40-е место.
В 2017 году в ходьбе на 20 км с личным рекордом 1:22:21 стал одиннадцатым на Кубке Европы в Подебрадах, тогда как на чемпионате мира в Лондоне расположился в итоговом протоколе на 49-й строке.
В 2018 году в дисциплине 50 км был тринадцатым на командном чемпионате мира по спортивной ходьбе в Тайцане, в то время как на чемпионате Европы в Берлине завоевал бронзовую медаль.
В 2019 году на Кубке Европы в Алитусе получил серебро в личном зачёте 50 км и тем самым помог своим соотечественникам взять бронзу мужского командного зачёта. Помимо этого, стартовал на чемпионате мира в Дохе и на Всемирных военных играх в Ухане — во втором случае удостоился серебряной награды.
В 2020 году стал чемпионом Белоруссии в ходьбе на 35 км.
В 2021 году занял 39-е место в ходьбе на 20 км на командном чемпионате Европы в Подебрадах.